# 利特溫聯盟
利特溫聯盟，原為利特溫人民聯盟（烏克蘭語：Блок Литвина，原Народний блок Литвина），是烏克蘭中間派政黨聯盟。領導人為沃洛迪米爾·利特溫。至2009年10月為止。該黨共有400,000名黨員。

## 歷史

### 2006年烏克蘭議會選舉
2006年烏克蘭議會選舉，該聯盟以「利特溫人民聯盟」的名稱參選，成員有：
- 人民黨 (Narodna Partiya)
- 全烏克蘭左派聯盟「正義」黨 (Partiya Vseukrayinskoho Obyednannya Livikh "Spravedlivist")
- 烏克蘭農民民主黨 (Ukrayinska Selyanska Demokratychna Partiya)

該聯盟提出的政黨名單為：
| # | 姓名              | 原職業               |
| - | ----------------- | -------------------- |
| 1 | 沃洛迪米爾·利特溫 | 乌克兰最高拉达議長   |
| 2 | 索菲亞·羅塔璐     | 歌手                 |
| 3 | 列昂尼德·卡傑紐克 | 太空人               |
| 4 | Valeriy Smoliy    | 烏克蘭歷史研究院院長 |
| 5 | Vasyl Maliarenko  | 烏克蘭最高法院院長   |

本次選舉該聯盟僅獲得2.44%得票率，未能獲得議會席次，是本次選舉最令人意外的事件之一。

### 2007年烏克蘭議會選舉
2007年烏克蘭議會選舉，該聯盟成員有：
- 人民黨
- 工黨

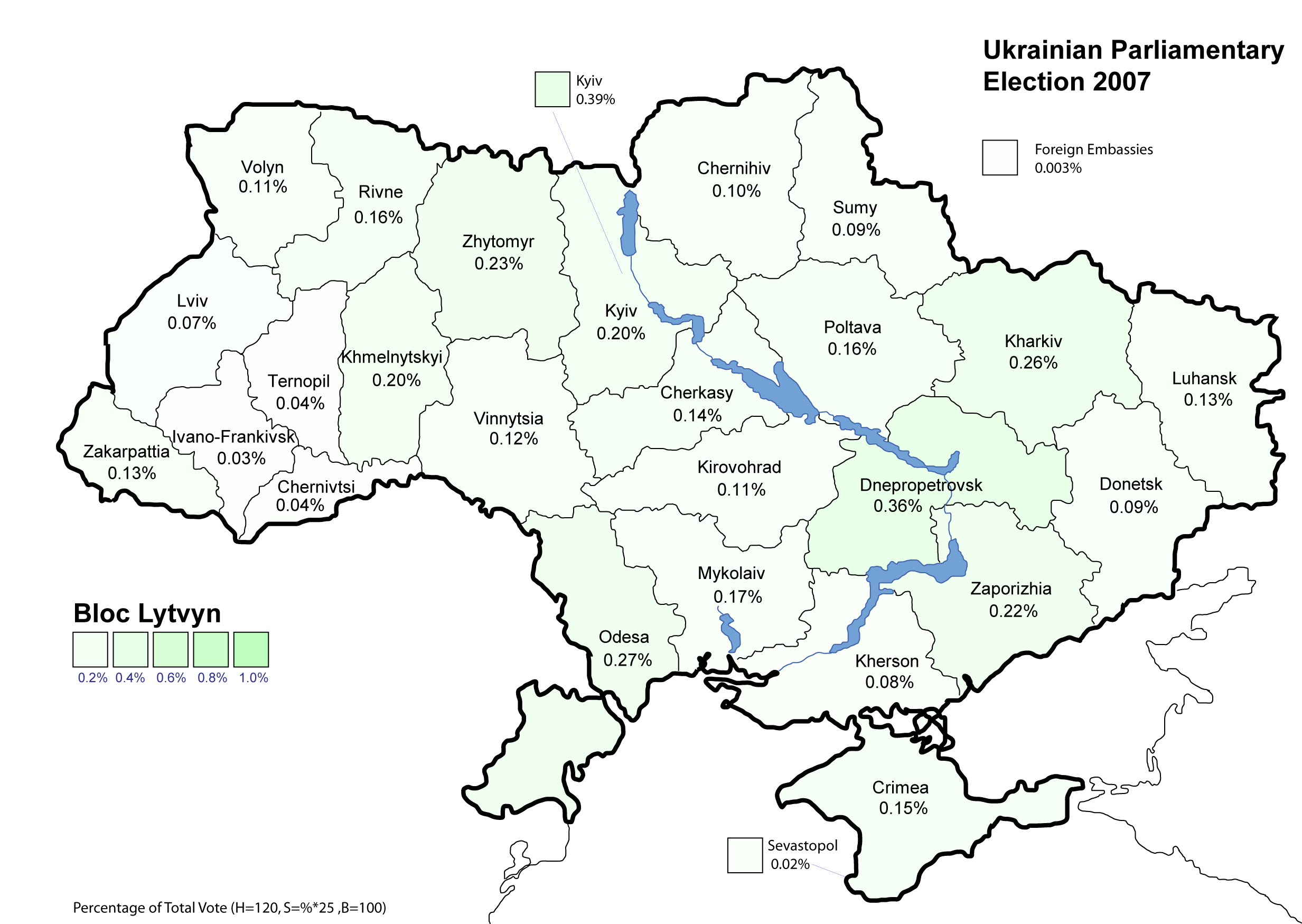
利特溫聯盟在2007年議會選舉中各地區得票結果（全國得票率百分比）

本次選舉，該聯盟贏得3.96%得票率，位居第五位。 利特溫聯盟共拿下20席。
2008年烏克蘭政治危機後，利特溫聯盟加入執政聯盟。2008年12月16日，由利特溫聯盟、季莫申科聯盟和我們的烏克蘭－人民自衛聯盟組成有245席的執政聯盟。

## 外部聯盟
- http://litvin.com.ua/ （页面存档备份，存于）